# 리하이 대학교

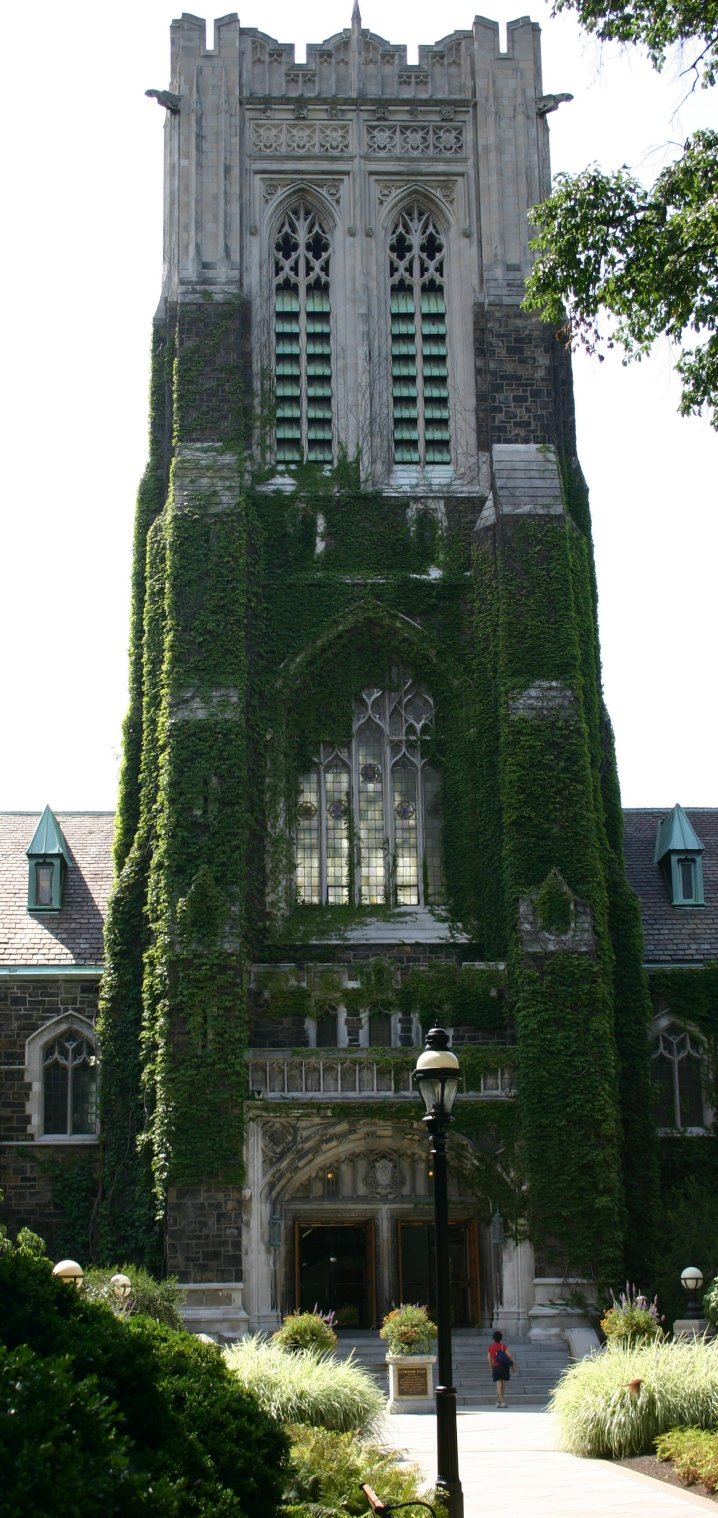

리하이 대학교(Lehigh University)는 미국 펜실베이니아주 베슬리헴에 있는 사립대학이다.

## 역사
리하이대학교는 1865년 실업가이자 자선가인 아사 팩커(Asa Packer)에 의해 설립되었다. 1871년에서 1891년까지는 수업료를 걷지 않고 팩커의 기부금으로 학교를 운영하기도 했다. 1916년경부터 대학원에 여학생의 입학이 허락되었고 1971년에 남녀공학제로 전환했다.

## 현재
경영경제학부, 사범대학, 자연과학학부, 공학/응용과학학부, 예체능학부 그리고 대학원으로 구성되어 있다. 학위과정은 학사/석사/박사과정으로 편성되어 있다. 2007년 현재 미국을 비롯, 48개국에서 온 학부생 4,719명이 재학 중이며 대학원생은 약 2,115명이 재학 중이다. 리하이대학교는 미국에서 가장 우수한 사립대학중 하나이며 교수님들은 대부분 세계적인 석학들로서 614명의 교수님들이 재직중이다. 리하이대학교는 US News World Report가 선정한 2008 미국최고학부랭킹에서 31위, 2008 Best Graduate School에 42위 랭크되어 있으며 Gourman Report에서는 학부랭킹 24위 등 떠오르고 있는 대학이다.
리하이대학교는 647만 4880m2의 대지에 3개 캠퍼스, 147개 건물을 보유하고 있으며 2곳의 도서관에는 약 135만 권의 도서와 12,000건의 정기간행물, 90종의 지식정보검색DB를 운영하고 있다. 그외 희귀본 열람실과 국제멀티미디어실 등을 갖추고 있다. 대학부설기관 및 시설로 예술박물관, 미술관, 전자현미경, 토목공학실험실, 에너지연구소, 경영,경제투자실습실, 전자광학실험실, 입자가속기, 밴더그래프 가속기가 있고 부설연구기관으로 공학연구소 등이 있다.
리하이대학교 색깔은 브라운과 백색이다.
오스트레일리아,벨기에,중국,프랑스,일본,멕시코,영국의 대학들과 교환학생프로그램을 실시하고 있다. 교내에는 약 200개의 동아리와 45개의 스포츠클럽이 활동 중이며 교내행사로 봄축제, 그리스주간 등이 개최된다. 이 대학의 졸업생으로 측지학자인 윌리엄 보위(William Bowie)와 자동차기업 경영자 리 아이아코카(Lee Iacocca)가 있다.

## 대한민국 내 리하이 대학교 동문
한국 동문도 주로 학계에 포진해 있다. 공학부와 경영학부에 몰려 있는 것도 이 대학의 강점과 연관이 있다. 유석인 서울대 컴퓨터공학부 교수는 국내 인공지능 연구 분야의 선구자로 알려져 있는 학자다. 김중현 과학기술교육부 차관, 김한중 전 한전 전력연구원장, 강석봉 울산대 건축공학과 교수, 성창모 효성기술원장, 조민호,한영호 성균관대 교수도 이 대학 출신이다. 조민호 교수는 정보통신공학을, 한영호 교수는 소재공학을 전공했다. 화학쪽에서는 박정극 동국대 생명과학대 학장, 양세인 OCI(전 동양제철화학)연구소장, 여종기 LG화학 사장과, 유진영 LG 기술원장등이 있다. 재계에서는 장유태 전 대우엔지니어링 사장이 리하이대 전기공학부를 졸업했다.